# François Ploton-Nicollet
Pour les articles homonymes, voir Nicollet et Ploton.
 (septembre 2023).
François Ploton-Nicollet, né le 31 janvier 1980 dans le IVe arrondissement de Paris, est un enseignant-chercheur, philologue, latiniste et numismate français.
Archiviste paléographe, il est directeur d'études à l’École nationale des chartes, où il enseigne l’histoire des textes depuis 2015, après avoir exercé comme enseignant-chercheur à l'Université Paris-Sorbonne et à l'Université d'Orléans.

## Biographie

### Formation
François Ploton-Nicollet est admis deuxième sur quinze à l'École nationale des chartes à l'issue du concours d'entrée de 2000 (section A). Il y obtient le diplôme d'archiviste paléographe en 2004 après avoir soutenu une thèse d'établissement intitulée Opera Fl. Merobaudis v. spect. Pro imperio et pro Deo. Major de sa promotion, il reçoit le prix Léopold Delisle « destiné à récompenser la meilleure scolarité »,. Cette même année, il est reçu à l'agrégation de grammaire,.
Il est également titulaire d'une maîtrise d'histoire romaine (2002), d'un magistère d'Antiquité classique (2003) et d'un diplôme d'études approfondies (DEA) en histoire du christianisme ancien et civilisation de l’Antiquité tardive (2003) à l'Université Paris-Sorbonne.
Le 14 novembre 2008, il obtient un doctorat en études latines à l'Université Paris-Sorbonne avec une thèse intitulée Édition critique, traduction et commentaire de l'œuvre de Flavius Mérobaude et rédigée sous la co-direction de Jean-Louis Charlet et de Vincent Zarini,.

### Carrière professionnelle
François Ploton-Nicollet est allocataire-moniteur de 2004 à 2007, puis attaché temporaire d'enseignement et de recherche à l'Université Paris-Sorbonne de 2007 à 2008 et à l'École nationale des chartes de 2008 à 2011. Il est pensionnaire de la fondation Thiers à compter du 1er septembre 2011 (113e promotion, 2011),.
Le 1er septembre 2012, il est nommé maître de conférences en langue et littérature latines à l'Université d'Orléans.
En 2015, François Ploton-Nicollet est nommé directeur d'études à l’École nationale des chartes, sur la chaire d'histoire des textes, pour l'enseignement des langue et littérature latines et de la codicologie.
Depuis 2018, il est membre ordinaire de l'Academia Latinitati Fovendae. 
Il est président de la Société d'études médio- et néo-latines (SEMEN-L), ancien président (2018-2020) de l'Association des professeurs de langues anciennes de l'enseignement supérieur (APLAES), ancien président (2017-2019) de Textes pour l'histoire de l'Antiquité tardive (THAT), membre du conseil d'administration de la Société de l'École des chartes et ancien membre du comité de la Société des agrégés . Il est membre du comité de lecture de la Revue française d'histoire du livre, et a été rédacteur en chef de la Revue des études latines (2013-2017).

## Ouvrages
- Dir. avec Benjamin Goldlust (préf. Jean-Marie Salamito), Le Païen, le chrétien, le profane, Paris, Presses de l'université Paris-Sorbonne, coll. « Religions dans l'histoire », 2009, 215 p. (ISBN 978-2-84050-658-4).
- Avec Thierry Sarmant, Jetons des institutions centrales de l'Ancien Régime : assemblée du clergé de France, ordres du roi, maisons du roi, de la reine, du dauphin et de la dauphine, t. I, Paris, Bibliothèque nationale de France, 2010, 191 p. (ISBN 978-2-7177-2460-8).
- Avec Thierry Sarmant, Jetons des institutions centrales de l'Ancien Régime : juridictions, t. II, Paris, Bibliothèque nationale de France, 2012, 215 + 16 (ISBN 978-2-7177-2568-1).
- Dir. avec Jean-Baptiste Amadieu, Jean-Marc Joubert et Madalina Vârtejanu-Joubert, Les Sources au cœur de l'épistémologie historique et littéraire, Paris, École des chartes, coll. « Études et rencontres de l'École des chartes » (no 48), 2016, 273 p. (ISBN 978-2-35723-084-2).
- Dir. avec Jean-Patrice Boudet, Philippe Haugeard et Silvère Menegaldo, Jean de Meung et la culture médiévale : littérature, art, sciences et droit aux derniers siècles du Moyen Âge, Rennes, Presses universitaires de Rennes, coll. « Interférences », 2017, 370 + XIV (ISBN 978-2-7535-5896-0).
- Dir. avec Jean-Marc Joubert, Pouvoir, rhétorique et justice, Paris, Classiques Garnier, 2019  (ISBN 978-2-4060-8853-0).

## Distinctions
- Chevalier de l'Ordre des Saints-Maurice-et-Lazare[18].
- Lauréat du concours général 1996 en thème latin[19] et en version latine[5].
- Prix Donat[Quoi ?] (1997, avec Adrien Walfard)[20].
- Prix Léopold-Delisle « destiné à récompenser la meilleure scolarité » à l'École nationale des chartes (2004)[2].